# 100 метров (фильм)
«100 метров» (исп. 100 metros) — кинофильм режиссёра Марселя Баррены, вышедший на экраны в 2016 году. Лента основана на реальной истории человека, который, несмотря на рассеянный склероз, смог преодолеть дистанцию триатлона серии Ironman.

## Сюжет
Рамон — успешный работник рекламного агентства и примерный семьянин, живущий в Бильбао с женой Инмой и сыном. Однажды он испытывает приступ, после которого оказывается временно парализованным. В результате обследования ему ставят неутешительный диагноз — рассеянный склероз. Один из «коллег по несчастью» предрекает Рамону, что через год тот не сможет пройти даже сотни метров. Не желая мириться с судьбой, Рамон приступает к тренировкам с целью не просто сохранить способность передвигаться, а поучаствовать в изматывающих соревнованиях по триатлону. Неожиданную помощь ему в этом оказывает тесть — бывший деревенский физрук Маноло, с которым у Рамона сложились совсем непростые отношения…

## В ролях
- Дани Ровира — Рамон
- Карра Элехальде — Маноло
- Александра Хименес — Инма
- Давид Вердагуэр — Марио
- Клара Сегура — доктор Берта
- Альба Рибас — Ариадна
- Бруно Бергонсини — Бернат
- Рикарду Перейра — Маркос
- Мануэла Коуту — начальница Рамона
- Мария де Медейруш — Ноэлия

## Награды и номинации
- 2017 — две премии «Гауди» Каталонской киноакадемии за лучшую мужскую роль второго плана (Карра Элехальде) и за лучшую женскую роль второго плана (Александра Хименес), а также 9 номинаций: лучший фильм не на каталонском языке (Марсель Баррена), лучший сценарий (Марсель Баррена), лучшая мужская роль второго плана (Давид Вердагуэр и Бруно Бергонсини), лучшая женская роль второго плана (Клара Сегура), лучший производственный менеджер, лучший звук, лучшие визуальные эффекты, лучший грим и причёски.
- 2017 — номинация на премию «Гойя» за лучшую мужскую роль второго плана (Карра Элехальде).
- 2018 — номинация на премию «София» Португальской киноакадемии за лучшую оригинальную музыку (Родриго Леан).